# Lapa (distrito de São Paulo)
Lapa es un distrito ubicado en la zona oeste de la ciudad de Sao Paulo, Brasil. Administrativamente, junto con los distritos de Barra Funda, Perdizes, Vila Leopoldina, Jaguaré y Jaguara, pertenece a la subprefectura homónima. Se desarrolló durante el siglo XX como una zona industrial y obrera. 

## Distritos limítrofes
- São Domingos, Pirituba y Freguesia do Ó (norte)
- Barra Funda y Perdizes (oeste)
- Alto de Pinheiros (este)
- Vila Leopoldina (sur)